# Rhett Lowder
Rhett Hamilton Lowder (Albemarle (North-Carolina), 8 maart 2002) is een Amerikaanse honkbalspeler in de Cincinnati Reds organisatie. Hij speelt als werper.

## Amateur carrière
Lowder ging naar de North Stanly High School in New London, North Carolina, waar hij honkbal speelde. In zijn tweede jaar, in 2018, had hij 9 wins en 2 losses met een ERA van 1.03. In zijn derde jaar had hij een 9-0 record met een ERA van 0.61, 115 strike outs en 7 keer vier wijd in 68,1 innings. In het verkorte seizoen van 2020 werd hij uitgesloten van deelname aan de Major League Baseball-draft, waarna hij ervoor koos om op college niveau honkbal te gaan spelen voor Wake Forest University.
Tijdens zijn eerste jaar bij Wake Forest in 2021 speelde Lowder in 14 wedstrijden, waarvan hij er 12 startte. In dit seizoen had hij een record van 4-2 met een ERA van 6.12, 78 strike outs en 14 homeruns toegestaan in 67,2 innings. In zijn tweede jaar bij Wake Forest, 2022, startte Lowder 16 wedstrijden, waarin hij een record van 11-3 behaalde. Hij had een ERA van 3.08, 105 strike outs en 26 keer vier wijd in 99,1 innings. Hij werd benoemd tot Atlantic Coast Conference Baseball Pitcher of the Year. Hij was de eerste Wake Forest speler ooit die deze prijs in ontvangst mocht nemen. Na dit seizoen werd hij uitgenodigd voor het nationale collegiale honkbalteam van de Verenigde Staten.

## Professionele carrière
In de Major League Baseball-draft van 2023 werd Lowder in de eerste ronde als zevende geselecteerd door de Cincinnati Reds. Op 16 juli tekende hij zijn contract, met een tekenbonus van $5.700.000.
Op 5 april 2024 maakte Lowder zijn professionele debuut, voor de Dayton Dragons, op High-A niveau. Na vijf wedstrijden bij de Dayton Dragons werd Lowder op 8 mei 2024 gepromoveerd naar de Chattanooga Lookouts, die uitkomen op Double-A niveau. Op 11 mei speelde hij zijn eerste wedstrijd voor de Lookouts. Op vrijdag 30 september debuteerde hij in de Major League Baseball voor de Reds.